# Mercedes-Benz Citaro C2
Le Mercedes-Benz Citaro C2 et le Capacity sont un autobus produit depuis 2011 par Mercedes-Benz EvoBus. C'est la seconde génération du modèle Citaro.

## Histoire
- 2011 : Également connu sous le nom de "New Citaro", le Citaro C2 est présenté en 2011 comme la deuxième génération du modèle Citaro. Il remplace le Citaro de première génération (Citaro C1), qui avait été lancé en 1997. Le Citaro C2 apporte un design plus moderne et aérodynamique, ainsi que des améliorations significatives en termes de sécurité, de confort, et d'efficacité énergétique.

- 2015 : Lancement du Mercedes-Benz Citaro NGT[1] (fonctionnant au GNV) à faible hybridation électrique, quelques années après l'introduction de la deuxième génération du Citaro (C2). Ce lancement a marqué l'engagement de Mercedes-Benz à élargir sa gamme de bus avec des solutions plus écologiques, en réponse à la demande croissante pour des véhicules à faibles émissions dans les zones urbaines.

- 2018 : Mercedes-Benz lance le eCitaro (ou E-CELL), une version entièrement électrique du Citaro C2. Ce modèle est équipé de batteries lithium-ion et offre une autonomie suffisante pour les trajets urbains sans émissions. L'eCitaro marque une étape importante dans l'évolution vers des autobus entièrement électriques. Dans un même temps, une version F-CELL (pile à combustible) est également annoncée.

## Caractéristiques

### Dimensions
| Modèle                                     | K                                       | 12 m ; Ü                                | LE ; LE Ü                               | G ; GÜ                                  | Capacity                                | Capacity L                              |
| ------------------------------------------ | --------------------------------------- | --------------------------------------- | --------------------------------------- | --------------------------------------- | --------------------------------------- | --------------------------------------- |
| Longueur hors-tout                         | 10 633                                  | 12 135                                  | 12 170                                  | 18 125                                  | 19 725                                  | 20 995                                  |
| Largeur hors-tout sans rétroviseurs / avec | 2 550/2 950                             | 2 550/2 950                             | 2 550/2 950                             | 2 550/2 950                             | 2 550/2 950                             | 2 550/2 950                             |
| Hauteur                                    | 3 095/3 130 (sans / avec climatisation) | 3 095/3 130 (sans / avec climatisation) | 3 095/3 130 (sans / avec climatisation) | 3 095/3 130 (sans / avec climatisation) | 3 095/3 130 (sans / avec climatisation) | 3 095/3 130 (sans / avec climatisation) |
| Empattement                                | 4 398                                   | 5 900                                   | 6 035                                   | 5 900/5 990                             | 5 900/5 990/1 600                       | 5 900/7 260/1 600                       |
| Porte-à-faux (hors-tout) avant / arrière   | 2 805/3 430                             | 2 805/3 430                             | 2 805/3 430                             | 2 805/3 430                             | 2 805/3 430                             | 2 805/3 430                             |

### Motorisation thermique
| Modèle (option)    | K 3 portes ; 12 m ; LE ; LE Ü ; LE MÜ                                         | (12 m ; LE ; LE Ü ; LE MÜ)                                                    | K 2 portes ; 12 m ; Ü ; (G)                                                   | (12 m ; G ; Ü)                                                                | G ; GÜ ; Capacity ; Capacity L ; (LE MÜ)                                      | (G ; GÜ ; Capacity ; Capacity L)                                              |
| ------------------ | ----------------------------------------------------------------------------- | ----------------------------------------------------------------------------- | ----------------------------------------------------------------------------- | ----------------------------------------------------------------------------- | ----------------------------------------------------------------------------- | ----------------------------------------------------------------------------- |
| Moteur             | diesel OM 936                                                                 | diesel OM 936                                                                 | diesel OM 936 h                                                               | diesel OM 936 h                                                               | diesel OM 470                                                                 | diesel OM 470                                                                 |
| Construction       | 2014                                                                          | 2014                                                                          | 2014                                                                          | 2014                                                                          | 2014                                                                          | 2014                                                                          |
| Type               | 6 cylindres en ligne                                                          | 6 cylindres en ligne                                                          | 6 cylindres en ligne                                                          | 6 cylindres en ligne                                                          | 6 cylindres en ligne                                                          | 6 cylindres en ligne                                                          |
| Disposition        | vertical longitudinal                                                         | vertical longitudinal                                                         | horizontal longitudinal                                                       | horizontal longitudinal                                                       | vertical longitudinal                                                         | vertical longitudinal                                                         |
| Norme pollution    | Euro 6                                                                        | Euro 6                                                                        | Euro 6                                                                        | Euro 6                                                                        | Euro 6                                                                        | Euro 6                                                                        |
| Cylindrée          | 7 700 cm3                                                                     | 7 700 cm3                                                                     | 7 700 cm3                                                                     | 7 700 cm3                                                                     | 10 700 cm3                                                                    | 10 700 cm3                                                                    |
| Performance        | 220 kW (299 ch)                                                               | 265 kW (360 ch)                                                               | 220 kW (299 ch)                                                               | 265 kW (360 ch)                                                               | 265 kW (360 ch)                                                               | 290 kW (394 ch)                                                               |
| Couple             | 1 200 Nm                                                                      | 1 700 Nm                                                                      | 1 200 Nm                                                                      | 1 700 Nm                                                                      | 1 700 Nm                                                                      | 1 900 Nm                                                                      |
| Consommation + CO2 | ... L/100 km ... g/km                                                         | ... L/100 km ... g/km                                                         | ... L/100 km ... g/km                                                         | ... L/100 km ... g/km                                                         | ... L/100 km ... g/km                                                         | ... L/100 km ... g/km                                                         |
| Boites de vitesses | - automatique Voith Diwa 6, 4 vitesses - (automatique ZF Ecolife, 6 vitesses) | - automatique Voith Diwa 6, 4 vitesses - (automatique ZF Ecolife, 6 vitesses) | - automatique Voith Diwa 6, 4 vitesses - (automatique ZF Ecolife, 6 vitesses) | - automatique Voith Diwa 6, 4 vitesses - (automatique ZF Ecolife, 6 vitesses) | - automatique Voith Diwa 6, 4 vitesses - (automatique ZF Ecolife, 6 vitesses) | - automatique Voith Diwa 6, 4 vitesses - (automatique ZF Ecolife, 6 vitesses) |

### Motorisation hybride
| Modèle (option)    | Citaro C2 NGT                                                                 |
| ------------------ | ----------------------------------------------------------------------------- |
| Moteur             | M 936 G (Gaz Naturel)                                                         |
| Construction       | 2014 - 2021                                                                   |
| Type               | 6 cylindres en ligne                                                          |
| Disposition        | vertical longitudinal                                                         |
| Norme pollution    | Euro 6                                                                        |
| Cylindrée          | 7 700 cm3                                                                     |
| Performance        | 222 kW (302 ch)                                                               |
| Couple             | 1 200 Nm                                                                      |
| Consommation + CO2 | ... L/100 km ... g/km                                                         |
| Boites de vitesses | - automatique Voith Diwa 6, 4 vitesses - (automatique ZF Ecolife, 6 vitesses) |

### Aménagement
| Modèle         | K (2 portes) | K (3 portes) | 12 m (2 portes) | 12 m (3 portes) | LE (2 portes) | LE (3 portes) | G (2 portes) | G (3 portes) | Capacity | Capacity L |
| -------------- | ------------ | ------------ | --------------- | --------------- | ------------- | ------------- | ------------ | ------------ | -------- | ---------- |
| Places assises | 28           | 22           | 34/32           | 31/29           | 37            | 33            | 49/47        | 45/43        | 51       | 57         |

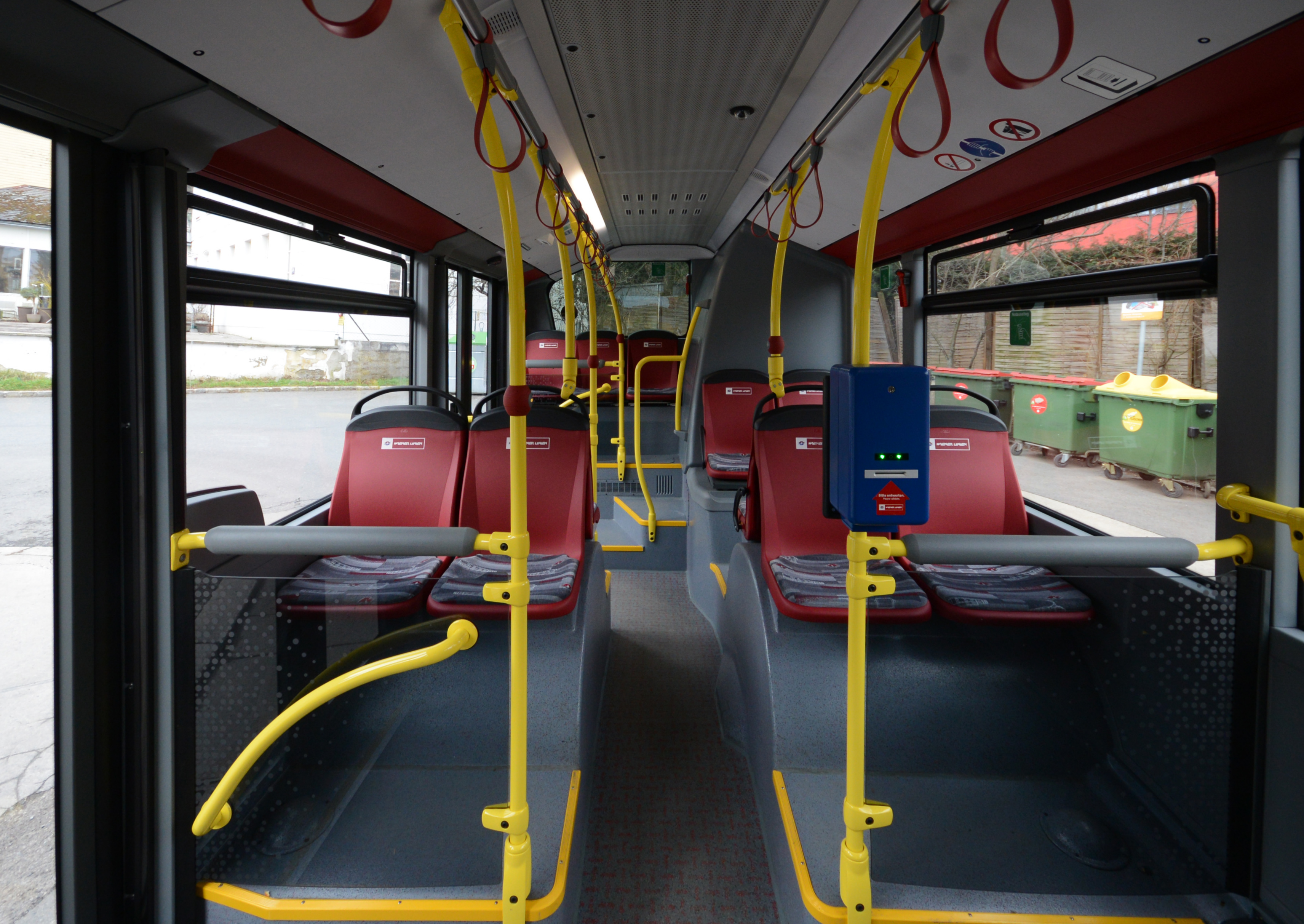
Vue vers l'arrière sur un modèle G à quatre portes et moteur vertical.
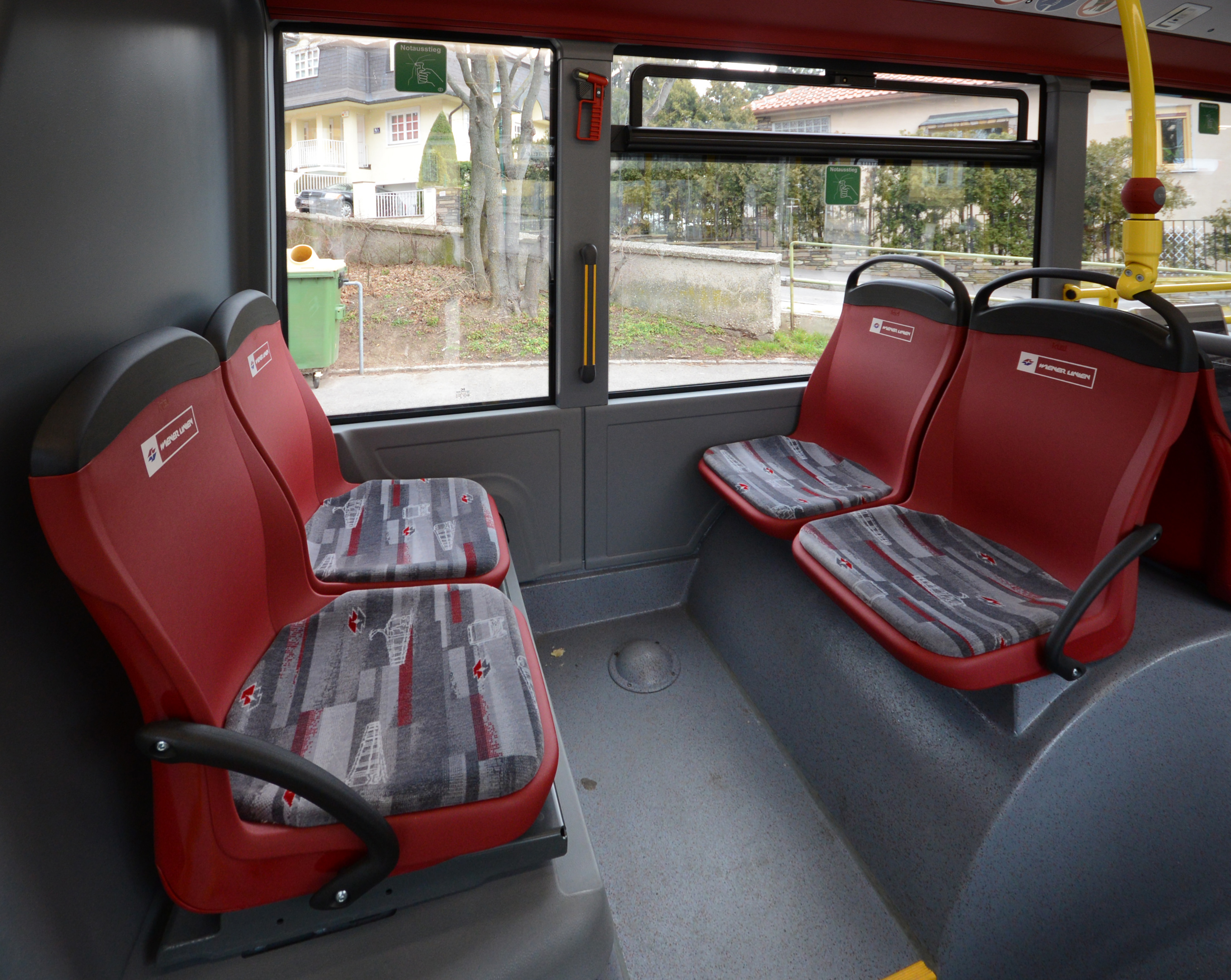
Idem.